# Okara Park
Der Okara Park (durch Namenssponsoring mit dem Transportunternehmen Semenoff Group Semenoff Stadium) ist ein Rugby- und Fußballstadion in der neuseeländischen Stadt Whangārei in der Region Northland. Es wird zumeist für Rugby-Spiele (Rugby Union und Rugby League), aber auch für den Fußball genutzt. Es ist die Heimspielstätte der Northland Rugby Football Union (Rugby Union) und des Rugby-League-Clubs der Northern Swords. Die 1965 eröffnete Anlage in der Nähe des Hātea River bietet Platz für 18.500 Besucher.
Der Okara Park wurde von 2008 bis 2010 für 16 Mio. NZD komplett renoviert. Es entstanden u. a. eine neue Haupttribüne mit 3000 Plätzen und ein Veranstaltungszentrum.
Die Anlage war ein Austragungsort der Rugby-Union-Weltmeisterschaft 2011, der U-20-Fußball-Weltmeisterschaft 2015 sowie der Frauen-Rugby-Union-Weltmeisterschaft 2021.
2021 erhielt das Semenoff Stadium eine moderne LED-Flutlichtanlage für 3,3 Mio. NZD.